# D-IX
D-IX é um aprimorador de desempenho experimental baseado em metanfetamina desenvolvido pela Alemanha nazista em 1944 para aplicação militar. O pesquisador que redescobriu este projeto, Wolf Kemper, disse que “o objetivo era usar o D-IX para redefinir os limites da resistência humana”. Uma dose continha 5 mg de oxicodona (um opióide analgésico), 5 mg de cocaína e 3 mg de metanfetamina.
Os médicos alemães ficaram entusiasmados com os resultados e planejaram fornecer as pílulas a todas as tropas alemãs, mas a guerra terminou antes que o D-IX pudesse ser colocado em produção em massa, embora tenha visto uso limitado entre um punhado de pilotos Neger e Biber.

## História
Devido ao aumento da pressão aliada no esforço de guerra alemão, a Alemanha Nazista ficou desesperada por mais soldados para continuar o esforço de guerra, e uma maneira de mitigar as perdas maciças era aumentar o poder combativo dos soldados da Wehrmacht existentes. Embora drogas mais simples, como Pervitin e Isophan, ajudassem a manter os soldados estimulados, em março de 1944, o vice-almirante Hellmuth Heye solicitou uma droga que também pudesse dar aos usuários força sobre-humana e um senso de autoestima aumentado.
O farmacologista Gerhard Orzechowski, e um grupo de outros pesquisadores, foram contratados para desenvolver a droga em Kiel e, mais tarde naquele ano, desenvolveram uma fórmula que continha, em cada comprimido, 5 mg de oxicodona, 5 mg de cocaína e 3 mg de metanfetamina.
Pesquisadores nazistas descobriram que prisioneiros carregados de equipamentos do Campo de concentração de Sachsenhausen podiam marchar por até 90 km por dia sem descanso, enquanto carregavam mochilas de 20 kg.